# イレッサ訴訟
イレッサ訴訟（イレッサそしょう）とは、肺癌に対する治療薬として用いられたゲフィチニブ製剤、イレッサ錠250の副作用により死亡した患者の遺族らが国と製薬会社(アストラゼネカ)を相手取って起こした訴訟。イレッサ錠（イレッサ錠250）はアストラゼネカ社が製造販売する抗悪性腫瘍剤、ゲフィチニブ製剤の商品名である。2013年に国と製薬会社の責任を否定した原告敗訴の判決が確定した。

## 背景

### イレッサ登場前の事情
2000年頃、がん種別で肺がんが国内死因のトップとなり、「手持ちの薬では太刀打ちできない」と考える内科医もいた。

### 前評判
マスコミに「夢の抗がん剤」「夢の新薬」「分子標的治療薬」の一つで当初は副作用が少ないと報じられていた。医療現場でも副作用が少なく延命効果は高い薬であると期待されていた。

### 承認前の副作用
治験では3例で間質性肺炎を発症していずれも治療で回復したが、治験外使用では7例で間質性肺炎を発症したうちの3例が死亡している。承認前に判明していた間質性肺炎は、国内臨床試験で133人中3人、治験外使用では国内で296人中2人、海外を含めると1万人以上で10例前後だったとされる。

### 承認と販売開始
2002年1月25日承認申請、7月5日に承認され同月16日販売が開始された。
世界に先駆けて日本が初めて承認を行ったこと。また、厚生労働省の審査期間も半年のスピード審査であったことについて、日本のマスコミ各社はこぞって称賛した。
「非小細胞肺癌」に効果があるとして手術不能又は再発した肺癌患者に投与された。2002年8月30日、薬価収載され、保険診療の対象となった。
副作用がほとんどないというマスコミ報道もあり、服用が容易な内服薬であったことなどから、イレッサは抗がん剤の専門医でない医師たち、一般開業医や歯科医までもが盛んに処方するようになり、本来なら適用対象とならない患者にも投与されるケースが相次いだ。

### 添付文書
2002年7月の第1版の添付文書の「重大な副作用」の4番目に「間質性肺炎(頻度不明):間質性肺炎があらわれることがあるので,観察を十分に行い,異常がみとめられた場合には,投与を中止し,適切な処置を行うこと」と記載されていた。
2002年10月15日、国の指示により添付文書が第3版に改訂された。

### 副作用被害の推移
イレッサの販売開始後「間質性肺炎及び急性肺障害の副作用発症」が厚生労働省に相次いで報告された。
2002年10月15日、製薬会社から22例（うち死亡11例）、医療機関4例（うち死亡2例）の副作用報告を受けた厚生労働省は、製薬会社に対して間質性肺炎等について「警告」欄への記載を含む使用上の注意の改訂、「緊急安全性情報」の作成及び医療機関等への配布を指示した。
2006年3月までの累計で643人がゲフィチニブ服用後の急性肺障害・間質性肺炎等での死亡が報告された。

## 訴訟

### 経過
2004年、患者遺族らは、製薬会社に対して製造物責任法上の責任と不法行為(民法709条)に基づく責任を、国に対しては国家賠償法上の責任を問うて大阪地方裁判所と東京地方裁判所に訴訟を起こした。
両地裁結審時の原告は計15人（大阪地裁側が患者4人の遺族等11人、東京地裁側が患者3人の遺族4人）であった。
両地裁の結審後、原告は早期解決を理由として両地裁に和解勧告を求める上申書を提出。これを受けて両地裁は和解を勧告。原告は受け入れを決めたが、国と製薬会社は和解を拒否。

### 当事者の主張

#### 原告の主張
ある原告のケースにおいて、主治医は服用前に重大な副作用がある説明をせず、副作用がほとんどない旨の説明をし、主治医は服用後の十分な経過観察を行わなかったとされている。これを原告は、製薬会社による指示・警告上の欠陥、および、安全性を過度に強調して致死的な危険性について全く触れない広告宣伝のせいだと主張している。また、原告は、国がソリブジン薬害事件後に改正された市販後対策の手続に反していると主張している。「重大な副作用」欄に記載があれば医師には致死的な副作用だと分かるとする国の反論に対して原告は医師への不当な責任転嫁だと反発している。

#### 被告の主張
製薬会社側は「間質性肺炎に関する医師へのご説明は、承認後より製品情報概要等を用いて重大な副作用の一つとして行っておりました。また発売後、本剤投与中の患者で、本剤との関連が否定できない間質性肺炎症例（死亡例を含む）が報告されました。それを受けて、9月初旬、製品説明時に再度重要な副作用として医師に注意喚起を行うべく、重要な副作用として間質性肺炎の副作用を必ず伝達するよう再度指示し、活動しました。さらにこの活動を強化するために、9月9日より全国各地で研修を実施しました。」と主張している。また、納入対象病院・診療所1840施設のうち1539施設には納入前に、288施設には納入後2週間以内にそれぞれ説明し、医師の急病等により止むを得ず目安である2週間を超えてしまった11施設にはその後説明を行ったとしている。残りの2施設は、訪問や電話による説明を受付けなかったので、代替手段として市販直後調査の説明及び依頼に関する文書をFaxにて送付して継続的に同調査への協力を依頼したとしている。また、製薬会社の弁護士は取材に対して「添付文書は医師向けのもの。4番目だから安心と考える医師はいない」と回答した。
厚生労働省は、「治験外の症例」についての指摘は「治験と治験外使用の違いに十分な理解が得られていないために生じた指摘」とし、「添付文書への記載が十分でなかった」とする指摘には「がん患者、特に末期のがん患者にとって間質性肺炎が場合によっては致死性のものであることは、医師にとって周知の事実」「副作用情報の4番目に記載してあったとしても同じ」「少なくとも違法性のレベルにおいて、添付文書中の副作用に関する記載について国に責任があったとは言えない」とし、医師から患者への説明が不十分だったことは「現場でのインフォームド・コンセントの問題」としている。

### 判決

#### 大阪

##### 大阪一審
2011年2月25日、大阪地裁は製薬会社の責任は一部認めたが、国の責任は認めない判決を言い渡した。
2002年7月の第1版添付文書については「治験その他の臨床試験の結果等から、死に至る可能性がある間質性肺炎等を発症する危険性についての認識可能性があった」「医療現場の医師等は、分子標的治療薬についての理解は十分ではなく、医学雑誌等から情報を得るほかない状況にあった。そして、必ずしも肺がん化学療法についての十分な知識と経験を有するとは限らない医師等がイレッサを使用することが予想され、また、イレッサは、患者が自宅で服用することができる経口薬であったため、薬事・食品衛生審議会で危惧されたとおり、副作用に関する警戒を十分にしないまま広く用いられる危険性があったといわざるを得ない」として「製造物責任法上の指示・警告上の欠陥」を認めたが、2002年10月15日の第3版添付文書については「製造物責任法上の指示・警告上の欠陥」を否定した。
また、「設計上の欠陥」「広告宣伝上の欠陥、販売指示上の欠陥等」「適応拡大による過失/広告宣伝による過失、販売上の指示(使用限定等)を怠った過失等による不法行為責任」についても否定した。
国の国家賠償法上の責任については、承認当時も現在もイレッサの有用性を認めることができるとして、承認に違法性はないとした。また、「間質性肺炎を［重大な副作用］欄に記載しただけでは、間質性肺炎に関する警戒がないままイレッサが広く用いられ、死亡を含む重篤な副作用が発症する危険が具体化することを、高度の蓋然性
をもって認識することはできなかった」「許容される限度を逸脱して著しく合理性を欠くものであったと認めることはできない」（判例のクロロキン薬害訴訟参照）として、承認時および2002年10月15日に緊急安全性情報の行政指導を行うまでの間の安全性確保措置をとらなかったことの違法性も否定した。

##### 大阪二審
2012年5月25日、大阪高等裁判所は、一審判決を取り消し製薬会社・国両方の賠償責任を認めず、原告敗訴の判決を言い渡した。

##### 大阪三審
2013年4月12日、最高裁は原告の上告を退け、国と製薬会社の責任を否定した大阪高裁判決が確定した。

#### 東京

##### 東京一審
2011年3月23日、東京地裁は国と製薬会社の責任を一部認める判決を言い渡した。イレッサの有用性は認められるが、第1版添付文書の記載に不備があり、添付文書の記載が適切であれば損害がなかったとして国と製薬会社の責任を認めた。第3版添付文書については国と製薬会社の双方の責任を否定した。

##### 東京二審
2011年11月15日、東京高等裁判所は、承認当時の副作用と死亡の因果関係は不明確で、専門医らは間質性肺炎の副作用で死亡の可能性があることを把握していたとして、国や製薬会社の責任を否定した。
遺族原告4人は最高裁に上告・上告受理申立てをしたが、このうちの2人については弁護団事務局長のミスにより、上告に必要な収入印紙を期限内に納付しなかったため、上告・上告受理申立ては却下され、最高裁で審理を受けることはできなくなってしまった。

##### 東京三審
2013年4月2日、最高裁判所第三小法廷は、国への請求について遺族側の上告を受理しない決定をした。製薬会社への請求については上告を受理し、口頭弁論を開かず、判決を2013年4月12日に指定した。
2013年4月12日、最高裁は、「副作用の存在をもって直ちに製造物として欠陥があるということはできない」「引渡し時点で予見し得る副作用について,製造物としての使用のために必要な情報が適切に与えられることにより,通常有すべき安全性が確保される」「上記添付文書の記載が適切かどうかは,上記副作用の内容ないし程度(その発現頻度を含む。),当該医療用医薬品の効能又は効果から通常想定される処方者ないし使用者の知識及び能力,当該添付文書における副作用に係る記載の形式ないし体裁等の諸般の事情を総合考慮して,上記予見し得る副作用の危険性が上記処方者等に十分明らかにされているといえるか否かという観点から判断すべきものと解するのが相当」とする判断基準を示し、「通常想定される処方者ないし使用者は上記のような肺がんの治療を行う医師」と認定して、その医師には「イレッサ投与により間質性肺炎を発症した場合には致死的となり得ることを認識するのに困難はなかったことは明らか」で、その認識は「記載の順番や他に記載された副作用の内容,本件輸入承認時点で発表されていた医学雑誌の記述等により影響を受けるものではない」とし、緊急安全性情報発出時に判明した重篤な副作用は「本件輸入承認時点までに行われた臨床試験等からこれを予見し得たものともいえない」として、第1版の添付文書の記載が不適切とは言えないとして、裁判官全員一致の意見として上告を棄却した。
裁判官田原睦夫は、補足意見として、事後の知見に基づいて流通におかれた時点に遡及して製造物責任法の「欠陥」を認定することを否定し、それ以前に流通しているものは製造物責任の問題ではない、重篤な副作用が一定の確率で不可避的に発生し得る医薬品であっても、その薬効が必要とされる場合は、「通常有すべき安全性」を欠いているのではなく、「許された危険」の問題として捉えるべき、「間質性肺炎」を致死的な可能性のある「重大な副作用」欄に記載したことは必要かつ十分な記載であったと述べている。
裁判官岡部喜代子は、補足意見として、原審は積極的に因果関係が認められる症例のみ考慮すれば良いかのような誤解を与えるが、因果関係を否定できない症例をも認定しており、その症例をもってしても、イレッサ特有の間質性肺炎の急速な重篤化は予見できなかったと述べている。
裁判官大谷剛彦および大橋正春は、補足意見として、承認当時の概括的な予見に基づいた注意喚起を記載しても指示・警告としての効果に疑問がある、有効な新薬の早期使用についての厚生労働大臣の行政判断に合理性があれば、その結果について医薬品の輸入・製造者に厳格な責任を負わせることは適当ではないと述べている。

## 議論
一般に、抗がん剤は副作用が非常に大きい薬であり、ほぼすべての抗がん剤が、副作用と効果のバランスをにらみながら使用される。ある種の抗がん剤は、さまざまな副作用の影響を踏まえても、それでも、無治療（あるいは他の治療法）よりは、全体としてわずかでも余命が伸びることをもって「承認」されているのであり、重い副作用はいわば当たり前と言えることである。こうした抗がん剤は、副作用によって死ぬケースが多くても、全体として無治療よりはマシということで、承認され、また、実際の治療で使われているとされ、十分に注意して投与すれば他の抗癌剤と比較して危険は少なく、他抗癌剤が無効の場合でも劇的な功を奏することがあり、欠くことのできない重要なものであり、また、ある程度の危険性があったとしても、他に治療方法が無い場合にはリスクに関するインフォームド・コンセントを十分に行った上で使わざるを得ないといった論がある。

### 国や製薬会社による薬害であるとする意見
松山圭子は、本薬剤の場合、間質性肺炎を中心とした副作用死が多発したことに対して、「薬害」であるとして、危険な医薬品を製造・販売したとしてアストラゼネカの責任や、承認を行った厚生労働省の責任としている。
財団法人先端医療振興財団臨床研究情報センター長の福島雅典は、承認前に報告された情報を適切に添付文書に反映させなかった、副作用のシグナルを過小評価した、日本では市販前臨床試験の外部妥当性の厳密な評価がされなかった、イレッサの市販後調査では日本が世界に誇る市販後全例登録制度が実施されなかった、副作用被害報告について専門家の指摘を真摯に受け止めずに適切な迅速に講じなかったとし、「イレッサによる薬害は、これまで日本において薬害を引き起こしたあらゆる要因が全て集約していると言っても過言ではない」としている。
元厚生省(当時)医薬安全担当審議官でソリブジン事件時に安全対策の担当課長だった土井脩は、市販後調査として全例調査を義務付けなかったことと緊急安全性情報が出るまでに3カ月もかかったことを問題視し、「懸念材料があれば条件つきで承認し、責任を持って審査から市販後まで一貫した安全対策を強化すれば、そんな問題(抗がん剤の承認が難しくなること)は起きない」と指摘している。

### 国や製薬会社のせいではないとする意見
独立行政法人国立がん研究センターは、卵巣がん体験者の会スマイリー代表および特定非営利活動法人グループ ・ネクサス（悪性リンパ腫患者・家族連絡会）代表も同席した記者会見で「重大な副作用の個々の内容に優劣はなく、記載されていれば、医療従事者として順番は関係ない(4番目だから問題ではない)」と見解を示している。
日本医学会は「添付文書に記載があってなお過失があると言われては、正直、現場は途方にくれてしまいます。」と見解を示している。
日本臨床腫瘍学会は「今回の勧告では、副作用の記載順序に言及されているようですが、記載順序にかかわらず医師や薬剤師は効果のみならず副作用について説明を患者さんに行い、了解を得て治療は開始されるのが医療の現場の状況であります。したがって本勧告は、本薬剤を使用した医師の専門家としての役割を軽んじるとも受け取れます。」と見解を示している。
日本肺癌学会は「今回の和解勧告では初版の添付文書の重大な副作用欄の 4 番目に間質性肺炎が記載されていたが、それでは不十分で死亡率の高いこのような副作用は1番目に記載していなかった事に対して、国とアストラゼネカ社に過失があり、損害賠償を勧めています。しかしながら、その論理は上述しましたように、後の時代になって急速に蓄積されたゲフィチニブに関する多くの知見に基づいた後方視的な批判となっております。」と見解を示している。
社団法人日本病院薬剤師会は「添付文書上の副作用の順番が議論されていますが、『重要な副作用』への記載順番で将来起こる可能性を全て予測できれば、こんな楽な話はありません。限られた症例からは未知の重篤な副作用が多発することを予測すること、ましてやその順番を明らかにすることは極めて難しいと言わざるを得ません。それを行政や承認審査の部会や審議会の責任にすることは妥当ではありません。」「重篤な副作用を防ぐためには医師、薬剤師の責任は極めて重いことを再認識することが重要です。」と見解を示している。
骨髄腫の患者団体である日本骨髄腫患者の会は、「医師も読まなければいけない添付文書に書かれてある注意なのに、どうしてその承認がおかしいと言われているのか、記載の場所にばかりフォーカスがあたっていますが、患者と主治医のコミュニケーションの問題でもあるように思います。」と声明を発表している。
日本血液学会は「添付文書に記載があるものについて、国の過失や責任を問うならば、多くの抗がん剤や骨髄腫の治療薬として再承認されたサリドマイドのような薬を国は承認できなくなるのではないかと懸念しています。」「今回の和解勧告は、新たな治療法や治療薬の開発を求める多くのがん患者さんの切実な願いを阻むものであり、看過することはできないものと考えます。」としている。
腫瘍内科医の勝俣範之は、「専門医でない医師」により「本来では投与されるべきでなかった患者」に対して「不適切な過剰投与」がなされたことが根本原因としている。

## 被害責任に関する法令および判例等
国の責任については、クロロキン薬害訴訟における最高裁判決で、「厚生大臣が特定の医薬品を日本薬局方に収載し、又はその製造の承認をした場合において、その時点における医学的、薬学的知見の下で、当該医薬品がその副作用を考慮してもなお有用性を肯定し得るときは、厚生大臣の薬局方収載等の行為は、国家賠償法一条一項の適用上違法の評価を受けることはないというべき」「医薬品の副作用による被害が発生した場合であっても、厚生大臣が当該医薬品の副作用による被害の発生を防止するために前記の各権限を行使しなかったことが直ちに国家賠償法一条一項の適用上違法と評価されるものではなく、副作用を含めた当該医薬品に関するその時点における医学的、薬学的知見の下において、前記のような薬事法の目的及び厚生大臣に付与された権限の性質等に照らし、右権限の不行使がその許容される限度を逸脱して著しく合理性を欠くと認められるときは、その不行使は、副作用による被害を受けた者との関係において同項の適用上違法となるものと解するのが相当」としている。
製造物責任法について、医療用漢方薬の副作用被害における名古屋地方裁判所判決で、その時点で予見可能な副作用を添付文書に記載するなどの方法により指示・警告すれば医師の配慮により副作用被害を避けることができたとして、輸入販売業者の製造物責任を認定している。
医師の責任については、別の2件の最高裁判決で、添付文書に従わないことによって発生した医療事故は従わなかった特段の合理的理由がない限り医師の過失が推定される、医師には必要に応じて文献を参照するなど最新情報を収集する義務があるとしている。
ソリブジン薬害事件では、承認段階でソリブジンと5-FU系代謝拮抗薬との併用を避けるように添付文書に記載したにもかかわらず、発売1ヶ月余りで15名が亡くなっている。厚生労働省はこの事件を受けて、1994年10月から医薬品安全性確保対策検討会を開き、副作用対策を検討した。同検討会は「市販後調査は、副作用・有害事象等の情報を収集・評価し、迅速・的確に対応するとともに、その安全性等を再確認することに最大の意義がある」「製薬企業、医療機関、行政等による安全性情報の積極的な提供が望まれる」等の基本的な考え方に基づいて、市販後対策の強化等を提言した。これを受けて、1996年、医薬品の臨床試験の実施基準(GCP)の遵守を義務化、市販後段階での情報収集や報告および基準に適合した資料提出の義務化等の薬事法が改正された。1997年4月、厚生省薬務局長は「医療用医薬品添付文書の記載要領について」(平成9年4月25日薬発第606号)にて「副作用や使用禁忌、相互作用等について一層の注意が必要となっている」として添付文書の記載要領を定めたと通知している。具体的には、「医療用医薬品の使用上の注意記載要領について」(平成9年4月25日薬発第607号)にて、「評価の確立していない副作用であっても重篤なものは必要に応じて記載すること」「内容からみて重要と考えられる事項については記載順序として前の方に配列すること」「発現頻度は、出来る限り具体的な数値を記載すること」「発現頻度については調査症例数が明確な調査結果に基づいて記載すること」などが定められている。